# Rickenbach (Turgòvia)
Rickenbach és un municipi del cantó de Turgòvia (Suïssa), situat al districte de Münchwilen.